# D. J. Augustin
Darryl Gerard "D. J." Augustin Jr. (nascido em 10 de novembro de 1987) é um jogador americano de basquete profissional do Los Angeles Lakers da National Basketball Association (NBA).
Ele jogou basquete universitário pela Universidade do Texas em Austin de 2006 a 2008 e foi escolhido pelo Charlotte Bobcats como a nona escolha geral no Draft da NBA de 2008.

## Primeiros anos
Augustin nasceu em New Orleans, Louisiana. Sua família foi forçada a sair da cidade pelo furacão Katrina em 2005. Ele jogou seu último ano na Hightower High School em Missouri City, Texas; no entanto, ele obteve seu diploma da Brother Martin High School em Nova Orleans e participou das cerimônias de formatura com seus colegas de classe em 28 de maio de 2006 no Toyota Center em Houston, Texas. Enquanto estava em Brother Martin, Augustin liderou a equipe a dois títulos estaduais.
Seu primeiro jogo pela Hightower High School foi contra o Madison High School e Augustin quase conseguiu um triplo-duplo na frente de uma casa lotada e câmeras de TV com 29 pontos, 8 rebotes e 14 assistências em uma vitória por 83-59. Ele levou Hightower à terceira rodada dos playoffs e terminou a temporada em 26-4. Augustin foi nomeado o Jogador do Ano pela Houston Chronicle, foi selecionado para a Primeira-Equipe de Houston e para a Primeira-Equipe Estadual. Augustin terminou sua carreira no ensino médio sendo nomeado para o McDonald's All American e sendo o armador titular do time do Oeste contra Kevin Durant.
Considerado um recruta quatro estrelas pelo Rivals.com, Augustin foi listado como o 6º melhor armador e o 49º melhor jogador do país em 2006.

## Carreira universitária

### Primeiro ano
Augustin foi um dos sete calouros a ingressar no programa de basquete da Universidade do Texas em Austin na temporada de 2006-07. Ele foi tiular em todos os 35 jogos da temporada como armador e teve médias de 14,4 pontos e 6,7 assistências. Por suas contribuições, ele foi nomeado para a Segunda-Equipe da Big 12 e para a Equipe de Novatos da Big 12 pelos treinadores e pela Associated Press.
Augustin teve a chance de participar do Draft da NBA de 2007 com o companheiro de equipe, Kevin Durant, mas escolheu ficar na universidade para desenvolver mais seu jogo.

### Segundo ano

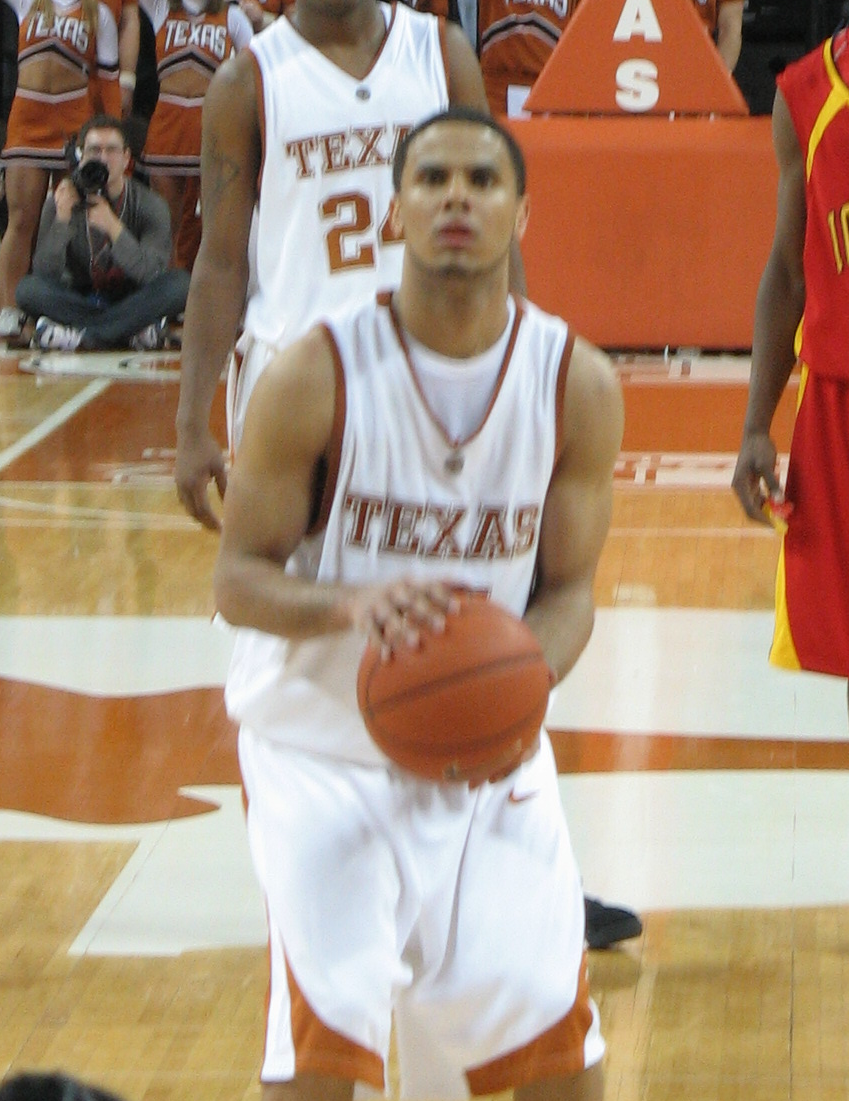
Augustin jogando pelo Texas Longhorns.

Augustin, junto com o jogador da Texas A&M, Joseph Jones, foi destaque na capa da edição de 15 de novembro de 2007 da Sports Illustrated.
Em 27 de fevereiro de 2008, ele foi nomeado para a Primeira-Equipe Academic All-America pelos Diretores de Esportes Universitários da América. Ele se tornou o segundo jogador de basquete do Texas Longhorn a receber a homenagem, depois de Jim Krivacs, que a recebeu em 1979. Augustin também foi nomeado para a Primeira-Equipe All-America pela Associação de Escritores de Basquete dos Estados Unidos.
Em 3 de abril de 2008, o Basketball Hall of Fame concedeu-lhe o Prêmio Bob Cousy.
Em 23 de abril de 2008, Augustin declarou-se elegível para o Draft da NBA. Em 3 de junho de 2008, Augustin contratou um agente, perdendo assim sua elegibilidade universitária restante.

## Carreira profissional

### Charlotte Bobcats (2008–2012)

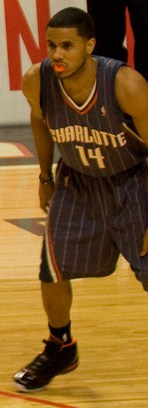
Augustin com os Bobcats em 2009

Augustin foi escolhido pelo Charlotte Bobcats como a nona escolha geral no Draft da NBA de 2008. Em 8 de julho de 2008, ele assinou o contrato de novato. Na escala de novato da liga, o negócio pagou a ele US $ 1,8 milhão na próxima temporada e quase US $ 2 milhões na próxima. Em 30 de outubro, ele fez sua estreia profissional na derrota por 96-79 para o Cleveland Cavaliers, registrando 12 pontos e duas assistências em 25 minutos.
Em 6 de outubro de 2009, os Bobcats ativaram a clausura de renovação no terceiro ano do contrato de Augustin. Em 29 de outubro de 2010, os Bobcats ativaram a clausura de renovação no quarto ano no contrato de Augustin.
Em 29 de junho de 2012, os Bobcats tornou Augustin um agente livre restrito. No entanto, em 12 de julho, eles retiraram a oferta, tornando-o um agente livre irrestrito.
Em 4 temporada em Charlotte, ele teve médias de 10.9 pontos, 2.0 rebotes e 4.4 assistências em 282 jogos (142 jogos como titular).

### Indiana Pacers (2012–2013)
Em 13 de julho de 2012, ele assinou com o Indiana Pacers.
Em 31 de outubro, ele fez sua estreia com os Pacers em uma vitória por 90-88 sobre o Toronto Raptors, registrando cinco pontos, um rebote, duas assistências e um roubo em 15 minutos.

### Toronto Raptors (2013)
Em 22 de julho de 2013, Augustin assinou com o Toronto Raptors.
Em 30 de outubro, ele fez sua estreia pelos Raptors em uma vitória por 93-87 sobre o Boston Celtics, registrando cinco pontos e duas assistências em 13 minutos.
Em 9 de dezembro, Augustin foi dispensado pelos Raptors.

### Chicago Bulls (2013–2014)
Em 13 de dezembro de 2013, Augustin assinou com o Chicago Bulls.
Em 11 de janeiro de 2014, Augustin registrou 12 assistências na vitória por 103-97 sobre o Charlotte Bobcats. Em 30 de março de 2014, Augustin marcou 33 pontos, o recorde de sua carreira, na vitória de 107-102 sobre o Boston Celtics.

### Detroit Pistons (2014–2015)
Em 15 de julho de 2014, Augustin assinou um contrato de dois anos e $ 6 milhões com o Detroit Pistons.
Em 25 de janeiro de 2015, em seu primeiro jogo como titular, substituindo o lesionado Brandon Jennings, Augustin marcou 35 pontos, o recorde de sua carreira, na derrota por 110-114 para o Toronto Raptors.

### Oklahoma City Thunder (2015–2016)
Em 19 de fevereiro de 2015, Augustin foi negociado com o Oklahoma City Thunder em um acordo de três equipes que também envolveu o Utah Jazz, um movimento que o reuniu com o ex-colega de universidade, Kevin Durant. Dois dias depois, ele fez sua estreia pelo Thunder na vitória por 110–103 sobre o Charlotte Hornets, registrando 12 pontos, três rebotes e duas assistências em 23 minutos.

### Denver Nuggets (2016)
Em 18 de fevereiro de 2016, Augustin foi negociado, junto com Steve Novak, duas escolhas de segunda rodada e consideração em dinheiro, para o Denver Nuggets em troca de Randy Foye. No dia seguinte, ele fez sua estreia pelos Nuggets em uma derrota por 116-110 para o Sacramento Kings, registrando oito pontos, seis assistências e três roubos de bola em 19 minutos.
Em 2 de março de 2016, Augustin marcou 26 pontos em uma vitória de 117–107 sobre o Los Angeles Lakers. Em 12 de março de 2016, ele registrou seu primeiro duplo-duplo da temporada com 17 pontos e 10 assistências na vitória por 116-100 sobre o Washington Wizards. Augustin registrou seu segundo duplo-duplo em 27 de março de 2016, registrando 18 pontos e 10 assistências em uma derrota por 105–90 para o Los Angeles Clippers.

### Orlando Magic (2016–2020)
Em 7 de julho de 2016, Augustin assinou um contrato de US $ 29 milhões por quatro anos com o Orlando Magic. Em 29 de janeiro de 2017, ele marcou 21 pontos, o melhor da temporada, contra o Toronto Raptors.
Em 14 de março de 2018, Augustin marcou 32 pontos, o melhor da temporada, contra o Milwaukee Bucks. Em 24 de março de 2018, ele teve quase um triplo-duplo com 15 pontos, 10 assistências e nove rebotes na vitória por 105-99 sobre o Phoenix Suns.
Em 26 de dezembro de 2018, Augustin marcou 27 pontos na derrota de 122-120 para os Suns. Em 13 de abril de 2019, Augustin marcou 25 pontos e acertou a cesta da vitória por 104-101 sobre o Toronto Raptors no primeiro jogo da primeira rodada dos playoffs.

### Milwaukee Bucks (2020–Presente)
Em 28 de novembro de 2020, Augustin assinou um contrato de US $ 21 milhões por três anos com o Milwaukee Bucks.

## Estatísticas

### NBA

#### Temporada regular
| Ano      | Equipe        | PJ  | PT  | MPJ  | AP   | 3P   | LL    | RT  | AS  | BR | TO | PPJ  |
| -------- | ------------- | --- | --- | ---- | ---- | ---- | ----- | --- | --- | -- | -- | ---- |
| 2008–09  | Charlotte     | 72  | 12  | 26.5 | .430 | .439 | .893  | 1.8 | 3.5 | .6 | .0 | 11.8 |
| 2009–10  | Charlotte     | 80  | 2   | 18.4 | .386 | .393 | .779  | 1.2 | 2.4 | .6 | .1 | 6.3  |
| 2010–11  | Charlotte     | 82  | 82  | 33.6 | .416 | .333 | .906  | 2.7 | 6.1 | .7 | .0 | 14.4 |
| 2011–12  | Charlotte     | 48  | 46  | 29.3 | .376 | .341 | .875  | 2.3 | 6.4 | .8 | .0 | 11.1 |
| 2012–13  | Indiana       | 76  | 5   | 16.1 | .350 | .353 | .838  | 1.2 | 2.2 | .4 | .0 | 4.7  |
| 2013–14  | Toronto       | 10  | 0   | 8.2  | .292 | .091 | 1.000 | .4  | 1.0 | .1 | .0 | 2.1  |
| 2013–14  | Chicago       | 61  | 9   | 30.4 | .419 | .411 | .882  | 2.1 | 5.0 | .9 | .0 | 14.9 |
| 2014–15  | Detroit       | 54  | 13  | 23.8 | .410 | .327 | .870  | 1.9 | 4.9 | .6 | .0 | 10.6 |
| 2014–15  | Oklahoma City | 28  | 1   | 24.2 | .371 | .354 | .861  | 2.2 | 3.1 | .6 | .0 | 7.3  |
| 2015–16  | Oklahoma City | 34  | 0   | 15.3 | .380 | .393 | .765  | 1.3 | 1.9 | .4 | .1 | 4.2  |
| 2015–16  | Denver        | 28  | 0   | 23.5 | .445 | .411 | .819  | 1.9 | 4.7 | .9 | .1 | 11.6 |
| 2016–17  | Orlando       | 78  | 20  | 19.7 | .377 | .347 | .814  | 1.5 | 2.7 | .4 | .0 | 7.9  |
| 2017–18  | Orlando       | 75  | 36  | 23.5 | .452 | .419 | .868  | 2.1 | 3.8 | .7 | .0 | 10.2 |
| 2018–19  | Orlando       | 81  | 81  | 28.0 | .470 | .421 | .866  | 2.5 | 5.3 | .6 | .0 | 11.7 |
| 2019–20  | Orlando       | 57  | 13  | 24.9 | .399 | .348 | .890  | 2.1 | 4.6 | .6 | .0 | 10.5 |
| Carreira | Carreira      | 864 | 320 | 23.0 | .398 | .358 | .861  | 1.8 | 3.8 | .5 | .0 | 9.2  |

#### Playoffs
| Ano      | Equipe    | PJ | PT | MPJ  | AP   | 3P   | LL   | RT  | AS  | BR | TO | PPJ  |
| -------- | --------- | -- | -- | ---- | ---- | ---- | ---- | --- | --- | -- | -- | ---- |
| 2010     | Charlotte | 4  | 0  | 18.3 | .294 | .333 | .833 | 1.0 | 1.8 | .3 | .3 | 4.3  |
| 2013     | Indiana   | 19 | 1  | 16.6 | .380 | .396 | .806 | .8  | .7  | .4 | .0 | 5.2  |
| 2014     | Chicago   | 5  | 0  | 28.2 | .292 | .269 | .895 | 1.6 | 4.8 | .6 | .0 | 13.2 |
| 2019     | Orlando   | 5  | 5  | 28.2 | .488 | .476 | .875 | 1.6 | 3.8 | .4 | .2 | 12.8 |
| 2020     | Orlando   | 5  | 0  | 25.6 | .391 | .471 | .957 | 2.0 | 6.0 | .2 | .0 | 13.2 |
| Carreira | Carreira  | 38 | 6  | 23.3 | .368 | .389 | .874 | 1.4 | 3.4 | .3 | .1 | 9.7  |

### Universitário
| Ano      | Equipe   | PJ | PT | MPJ  | AP   | 3P   | LL   | RT  | AS  | BR  | TO | PPJ  |
| -------- | -------- | -- | -- | ---- | ---- | ---- | ---- | --- | --- | --- | -- | ---- |
| 2006–07  | Texas    | 35 | 35 | 35.6 | .449 | .441 | .838 | 2.8 | 6.7 | 1.5 | .1 | 14.4 |
| 2007–08  | Texas    | 38 | 38 | 37.3 | .439 | .381 | .783 | 2.9 | 5.8 | 1.2 | .0 | 19.2 |
| Carreira | Carreira | 73 | 73 | 36.4 | .443 | .411 | .810 | 2.8 | 6.2 | 1.3 | .0 | 16.9 |

Fonte: